# Vasti in esilio fuori le mura di Susa
Vasti in esilio fuori le mura di Susa è un dipinto a tempera su tavola (55x49,5 cm) di Filippino Lippi, databile al 1480 circa e conservato nel Museo Horne di Firenze.

## Storia
Dipinta forse per casa Torrigiani, l'opera fa parte di un complesso di sei pannelli (due scene principali e quattro laterali) che decoravano due cassoni nuziali. Si tratta di una produzione allora molto in voga, con altri esempi noti dell'artista e del suo maestro Botticelli.
In origine il pannello era unito ad altre due scene, più piccole, che decoravano i lati brevi del cassone: l'Arrivo di Ester davanti alle mura di Susa (National Gallery of Canada, Ottawa) e Ester scelta da Assuero (Museo Condé, Chantilly). Un secondo cassone mostrava la Disperazione di Mardocheo (già chiamato "la Derelitta" e attribuito a Botticelli, Galleria Pallavicini-Rospigliosi, Roma), lo Svenimento di Ester (al centro, Louvre, Parigi) e il Trionfo di Mardocheo (National Gallery of Canada, Ottawa).
Molto probabile è una qualche partecipazione di Botticelli nell'ideazione delle scene, che alcuni riferiscono in parte anche alla pittura, soprattutto nel secondo cassone.

## Descrizione e stile
La scena ha come tema le vicende del Libro di Ester, con la punizione della regina Vasti, sposa disubbidiente, e il trionfo di Ester e suo zio Mardocheo grazie alla loro influenza sul sovrano.
La scena mostra le mura della città con un'angolazione e una luce opposta a quella della scena dell'Arrivo di Ester davanti alle mura di Susa. La purezza delle linee dell'architettura rimanda a opere del primo Quattrocento, sullo sfondo di un paesaggio che si perde in lontananza, di ascendenza umbro-fiorentina. Vasti, sontuosamente vestita, si appresta a lasciare la città a testa bassa.
Sebbene il disegno sia stato talvolta riferito a Botticelli, l'esecuzione richiama caratteristiche di Filippino: le figure allungate e intrise di luce, la maggiore delicatezza cromatica, ecc. L'ombra obliqua della luce sui torrioni sembra accompagnare dolcemente la regina verso il suo esilio.

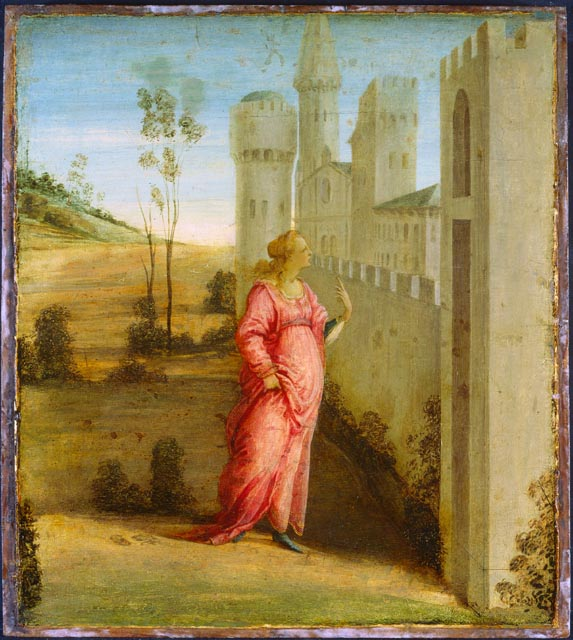
Ester davanti alle mura di Susa
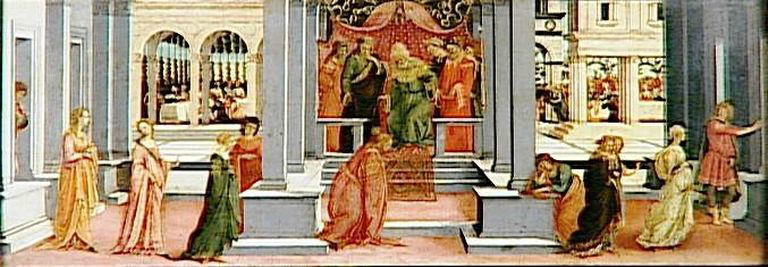
Ester scelta da Assuero
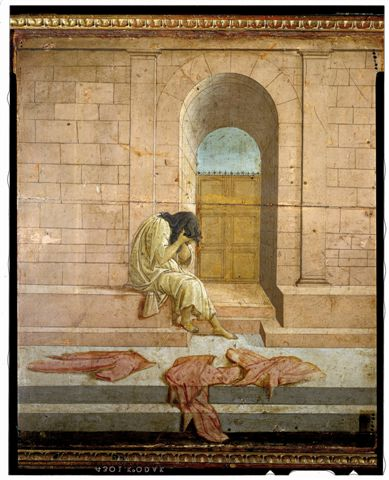
Disperazione di Mardocheo
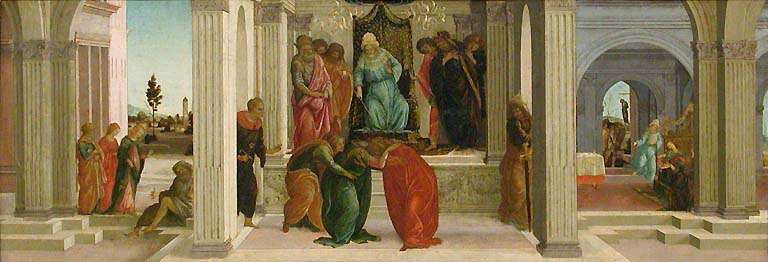
Svenimento di Ester
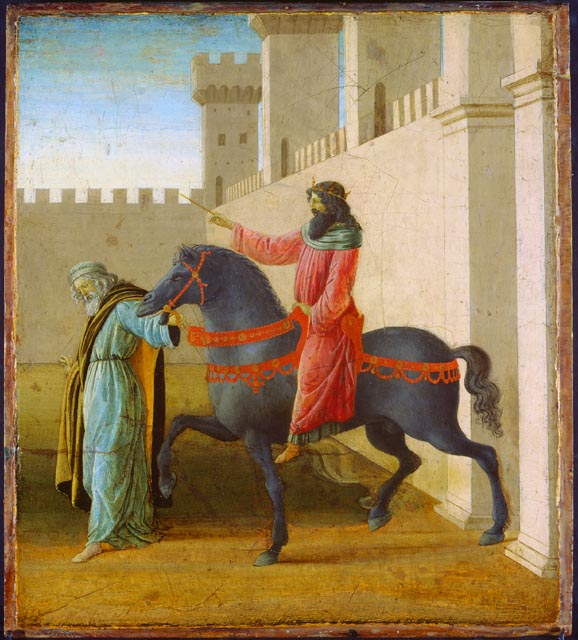
Trionfo di Mardocheo